# Réserve naturelle nationale de la casse de la Belle-Henriette
La réserve naturelle nationale de la casse de la Belle-Henriette (RNN174) est une réserve naturelle nationale située  en Vendée. Créée en 2011, elle s'étend sur 337 hectares et protège l'une des dernières lagunes marines naturelles du littoral atlantique.

## Localisation

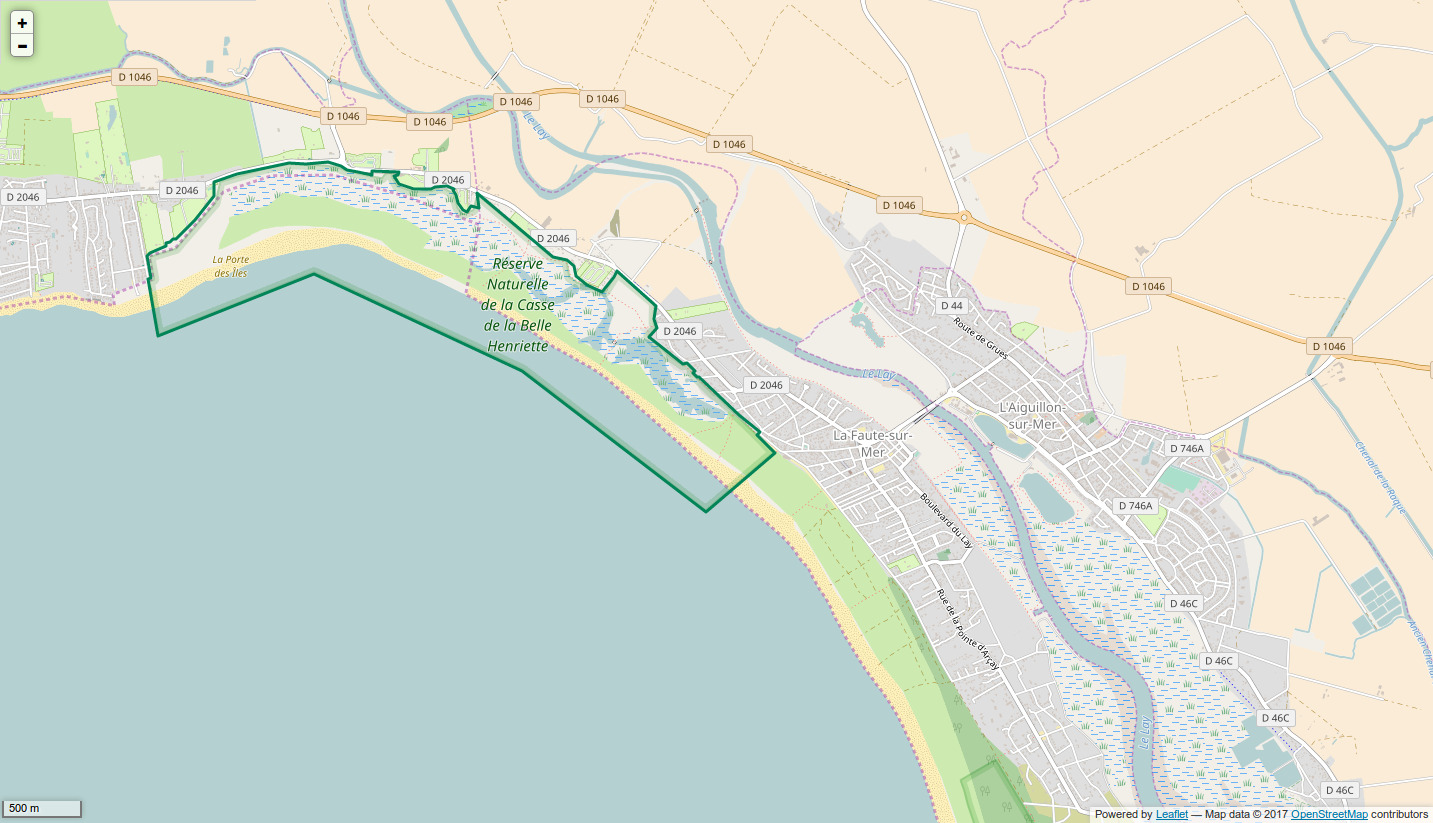
Périmètre de la réserve naturelle.

Sur la façade maritime du Marais poitevin, au sud de la Vendée (région Pays de la Loire), la réserve naturelle nationale s'étend sur les communes de La Faute-sur-Mer (51 % de sa superficie) et de La Tranche-sur-Mer (49 %). Située en majeure partie  sur le domaine public maritime (97 %), la réserve naturelle s'allonge sur 5 km de long et entre 500 m et 1 km de large .

## Toponymie
À partir du recensement de population de 1846, la mention De la Jeune Henriette correspond à une cabane habitée par Jean Violet, sa femme et sa fille. Le nom de la Belle Henriette n’apparaît que vers 1861 dans les recensements de population. On retrouve la mention Jeune Henriette sur un plan de Dunes de 1878. Pourtant dans les recensements entre 1866 et 1906, c'est le nom de Marie Louise qui apparaît.

## Histoire du site et de la réserve
Au XVIe siècle, l'actuelle presqu’île de La Faute sur mer, n'existait pas et la pointe d'Arcay encore moins (en témoignent les nombreuses cartes d'époques). À cette époque, l’estuaire du Lay, décalé vers l'Est par le massif dunaire du Maupas, la Grière et Ste Anne se trouve à l'emplacement de la Belle Henriette. 
C'est vers 1621 que l'on voit apparaître une mention d'une poincte de la Faute dans les récits concernant les combats contre les huguenots. C'est cette pointe qui repoussera vers le sud l'embouchure du Lay et formera la pointe d'Arçais. 
Une seconde flèche de sable apparaît en parallèle au tout début du XXeme siècle. Les premières descriptions précises de celle-ci sont faites par Edmond Bocquier, instituteur à Fontenay le comte.  « J’observe une langue de dépôt qui, partant du rocher de Sainte Anne, se développe de plus en plus dans la direction de l’anse de la Belle Henriette. C’est une forme très courte […] derrière laquelle commence tout juste à se former un petit herbu (pré salé) ».
La flèche n’a alors probablement qu’une dizaine d’années, mais E. Bocquier note déjà les éléments d’une lagune en formation. Les herbus décrit par l’instituteur sont aujourd’hui encore parfaitement visible depuis la passerelle des Mizottes (devant le camping de la Belle Henriette).

## Écologie (biodiversité, intérêt écopaysager…)

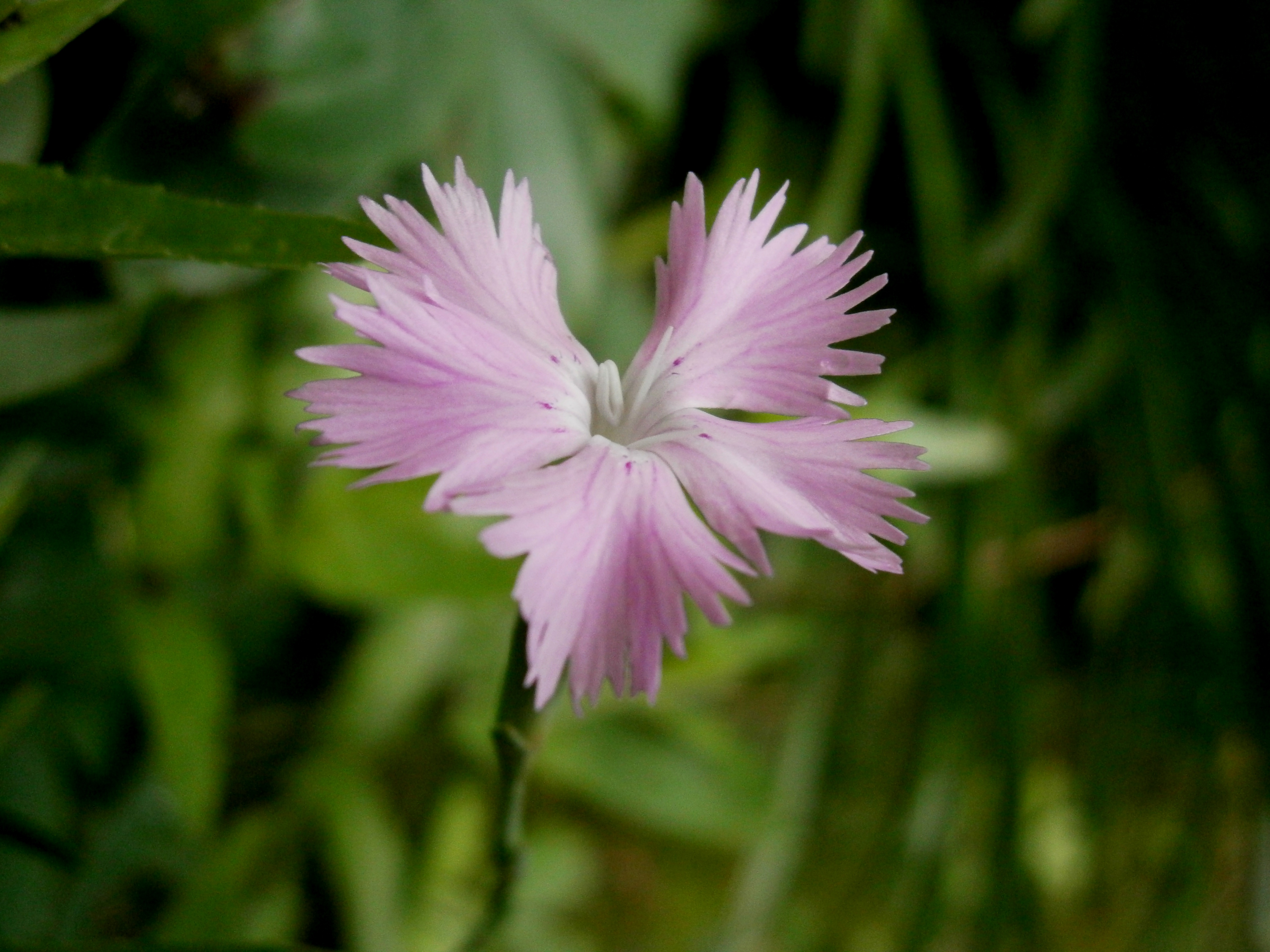
Œillet de France.

Bien que marquée par un environnement proche lié au tourisme balnéaire, la réserve naturelle abrite une lagune littorale témoin de la dynamique d'érosion et de sédimentation des côtes sableuses atlantiques. À l'abri d'un cordon de dunes, on trouve des plans d'eau, des roselières ainsi qu'une mégaphorbiaie. On y recense au total 22 habitats dont 13 sont considérés comme rares ou menacés régionalement et 4 comme prioritaires à l’échelle européenne. La lagune avec sa salinité variable présente des micro-reliefs qui génèrent une grande diversité de milieux.

### Flore
La flore compte plus de 360 espèces dont 32 sont patrimoniales et 10 protégées : Œillet de France, Odontite de Jaubert, Renouée maritime…

### Faune

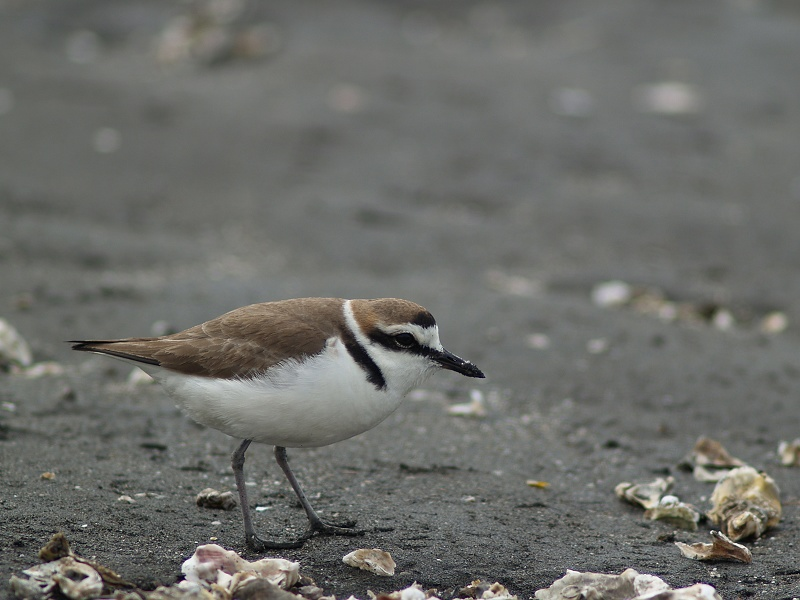
Gravelot à collier interrompu.

Quinze espèces de mammifères sont présentes dont la Loutre d'Europe et le Campagnol amphibie. L'avifaune compte 234 espèces dont 43 sont patrimoniales. On peut rencontrer ainsi le Busard des roseaux, les Rousserolles effarvatte et turdoide, la Gorgebleue à miroir (roselières), le Pipit rousseline (dunes) et le Gravelot à collier interrompu (plage). L'hiver, le site accueille des espèces en migration comme les Barges à queue noire, les Marouettes (ponctuée et de Baillon), les Bécasseaux et les Chevaliers ou encore dans la roselière, les Rémiz pendulines, Panures à moustaches et Butors étoilés.
Les insectes comptent 15 espèces patrimoniales dont le Leste à grands stigmas et le Cuivré des marais. Le Pélobate cultripède fait partie des 10 espèces d'amphibiens et reptiles du site.

## Intérêt touristique et pédagogique
La réserve est accessible aux visiteurs dans la limite et le respect des sentiers aménagés et balisés.

## Administration, plan de gestion, règlement

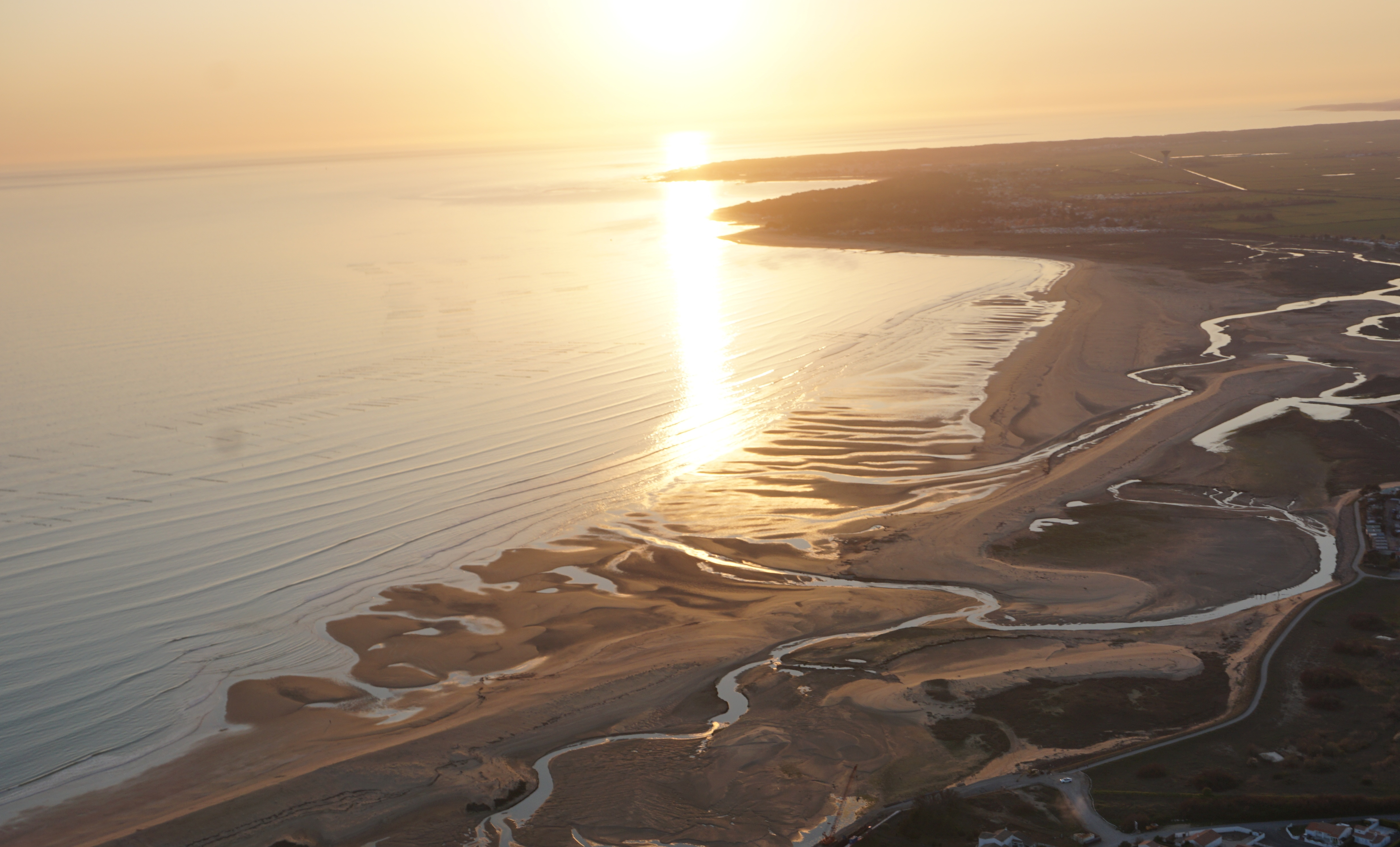
Vue aérienne à contre-jour

La réserve naturelle est gérée par la Ligue pour la protection des oiseaux (LPO) (gestionnaire principal) et l'Office français de la biodiversité (OFB) (gestionnaire associé). La Fédération départementale des chasseurs de Vendée est désignée "partenaire de la gestion" sur les volets cynégétique et sensibilisation du public.

### Outils et statut juridique
La réserve naturelle a été créée par un décret du 31 août 2011.